# 高校生天体観測ネットワーク
高校生天体観測ネットワーク（こうこうせいてんたいかんそくねっとわーく、Astro-HS）は、かつて存在した天文学の研究を行う高校生を支援するための組織である。

## 概要
1998年のしし座流星群大出現の予想を受けて、天文教育普及研究会メンバーが実行委員会を設立し、平日の夜の高校生による観測を全国レベルで支援する「しし座流星群全国高校生同時観測会」としてスタートした。2000年には対象をしし座流星群以外にも広げ、現在の高校生天体観測ネットワーク（Astro-HS）となった。以降、皆既月食、ペルセウス座流星群といった有名な事象から、レッドスプライト、夜空の明るさの測定なども対象としている。
設立当初から、全国の高校が参加する利点を活かした合同観測を行ってきた。また、高価な機器を用いることなく、工夫すれば誰でもできる観測を狙ってきたが、テーマと意欲によっては安価な機材では足りない場合もあり、そのようなときには機材の無料貸出を行って、意欲的な観測を支援している。
日本天文学会春季年会ジュニアセッションに合わせて年に1度全国フォーラムを開催し、日頃の活動成果を発表している。2008年度から2009年度の活動は、世界天文年2009の公認イベントであった。
2019年度末に解散した。

## 組織
運営委員会、事務局およびスタッフには、教師、科学館等の職員、学生、研究者などが参加し、公募基金等を活用して運営している。

## 参加
高校生を中心としたグループであること。高校生と大人の責任者がそれぞれ最低1人必要である。高校の部活動に限らず、科学館や天文台に集う同好会における高校生のグループでも参加できる。
高価な天体観測機材を必要としない観測を主としているが、高校生が高度な探究を行うことを希望する場合には必要になることがある。そのような場合には、冷却CCDカメラなどの無料貸出しを行っている。